# آلدئانوئبا د سانتا کروس
آلدئانوئبا د سانتا کروس دهستانی در استان آبیلای اسپانیا است.
در این دهستان ۱۸۹ نفر زندگی می‌کنند. مساحت این دهستان ۸٫۴۴ کیلومتر مربع است.